# Dickens, Iowa
Dickens är en ort i Clay County i delstaten Iowa, USA.